# The Best Singles EP
The Best Singles EP è un EP di Alexandra Stan.
Esso comprende i singoli più noti in Italia dell'artista, dato che l’EP è stato pubblicato appositamente per il mercato musicale italiano.

## Tracce
1. Lemonade
2. Mr. Saxobeat
3. 1.000.000 [feat. Carlprit]
4. Get Back (ASAP)